# 马利亚诺阿尔菲耶里
马利亚诺阿尔菲耶里（義大利語：Magliano Alfieri），是意大利库内奥省的一个市镇。总面积9平方公里，人口1933人，人口密度214.8人/平方公里（2009年）。ISTAT代码为004113。